# 1918 في إسبانيا
فيما يلي قوائم الأحداث التي وقعت خلال عام 1918 في إسبانيا.

## سياسة

### تعيين في المنصب
- 22 مارس – ألفارو دي فيجويرا وتورس Minister of Grace and Justice ‏،Minister of State of Spain ‏،President of the Council of Ministers ‏.
- 22 مارس – أنطونيو مورا President of the Council of Ministers ‏.

### انتهاء فترة المنصب
- 10 أكتوبر – ألفارو دي فيجويرا وتورس Minister of Grace and Justice ‏.
- 9 نوفمبر – أنطونيو مورا President of the Council of Ministers ‏.

## مواليد

### يناير
- 1 يناير – فرانسيسك ميرو سانس
- 19 يناير – خوسيه كوستاس غوال عالم فلك إسباني.
- 21 يناير – فسنتي ساسوت لاعب كرة قدم إسباني.

### فبراير
- 8 فبراير – إنريكي تييرنو

## وفيات

### يناير
- 1 يناير – باو أودوارد (مواليد 1856) مصور إسباني.